# Rolf Drucker

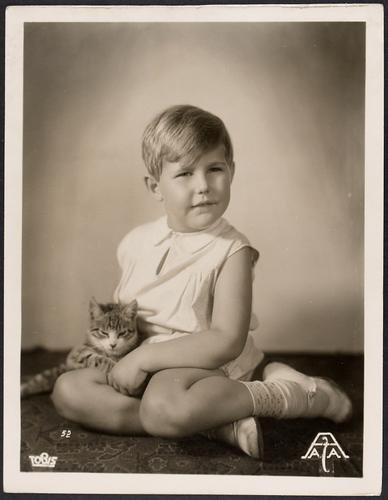
Fotokarte der Althoff-Amboss-Film AG (AAFA Film) von Rolf Drucker, 1931

Rolf Drucker (* 15. September 1926 in Nürnberg; † 12. April 2009 in Palm City, Florida) war zu Beginn der 1930er Jahre ein Kinderdarsteller des frühen deutschen Tonfilms, der zur Zeit des Nationalsozialismus in die Vereinigten Staaten emigrierte und dort für ein großes Fernseh- und Hörfunknetzwerk tätig war.

## Leben und Wirken
Rolf Drucker spielte zwischen 1931 und 1932 in fünf frühen deutschen Tonfilmen mit. Im Film Gloria spielte er als Sohn Felix eine Hauptrolle neben Gustav Fröhlich und Brigitte Helm.
Aufgrund der zunehmenden Verfolgungen durch die Nationalsozialisten wegen ihres jüdischen Glaubens emigrierten Rolf Drucker, seine verwitwete Mutter und die ältere Schwester Ellen 1941 von Berlin aus über Spanien in die USA.
Drucker diente im Zweiten Weltkrieg in der US-Army. Danach war er zunächst Rundfunktechniker der American Broadcasting Company (ABC) in New York City und später dort technischer Direktor. Ab Mitte der 1950er Jahre war er an der Produktion mehrerer US-Fernsehserien beteiligt.
Im März 1996 wurde Rolf Drucker als Überlebender des Holocaust im Namen der USC Shoah Foundation ausführlich interviewt. Das fast zweistündige Gespräch ist Teil der Sammlung des Visual History Archive.
Nach seiner Pensionierung zog er um 1996 mit seiner Frau nach Stuart in Florida. Die letzten 13 Lebensjahre verbrachte er in Palm City. Er starb am 12. April 2009 in Palm City und wurde dort auf dem Friedhof Forest Hills Memorial Park  beigesetzt.

## Familie
Rolf Drucker war ein Sohn von Paul Baruch „Benno“ Drucker (1879–1935) und dessen Ehefrau Erna geb. Engel (1890–1970). Seine Schwester Ellen (1920–1994) heiratete 1941 in den USA Walter Lange. Seit dem 22. Oktober 1950 war Rolf Drucker mit Olga M. Lenk verheiratet (* 28. Dezember 1927 in Stuttgart). Sie veröffentlichte unter Wiederverwendung ihres ursprünglich jüdischen Familiennamens Levy unter dem Autorennamen Olga Levy Drucker ihre Lebensgeschichte in dem Buch Kindertransport, das 1992 zunächst auf Englisch und 1995 auch auf Deutsch unter dem erweiterten Titel Kindertransport: Allein auf der Flucht erschien und in den Bestand der Anne-Frank-Shoah-Bibliothek aufgenommen wurde. Das Ehepaar hat zwei Töchter und einen Sohn.

## Filmografie
Als Kinderdarsteller:
- 1931: Der Mann, der den Mord beging
- 1931: Gloria
- 1931: Das Schicksal der Renate Langen
- 1931: Mein Leopold
- 1932: Das Abenteuer der Thea Roland

Als Rundfunktechniker:
- 1954: The Motorola Television Hour (TV-Serie, 1. Episode)
- 1955: The Elgin Hour (TV-Serie, 1. Episode)
- 1955: The United States Steel Hour (TV-Serie, 1. Episode)
- 1975: Ryan’s Hope (technical director für 45 Episoden dieser TV-Serie)